# Nikša Vujanović
Nikša Vujanović (in serbo Никша Вујановић?; Cettigne, 3 marzo 2001) è un calciatore montenegrino, centrocampista del Dibba Al Hisn.

## Carriera

### Club
Cresce nel settore giovanile del Partizan, in Serbia. Nel gennaio del 2020 lascia la squadra della capitale per trasferirsi nello Spartak Subotica, squadra con cui ha fatto il suo esordio da professionista il 6 giugno 2020, subentrando nei minuti finale della partita vinta dalla sua squadra per 3-2, proprio contro il Partizan.
Durante il mercato estivo del 2021 il giocatore firma con la squadra del Rudar Pljevlja, militante nella Prva crnogorska liga, giocando così per la prima volta con una squadra del suo paese di origine, il Montenegro. 
Dopo una sola stagione, conclusa con 27 presenze e 5 goal, nell'estate del 2022 fece il suo ritorno in Serbia, firmando un contratto di tre anni con il Voždovac, squadra della SuperLiga serba.
Nell'estate del 2024 lascia nuovamente la Serbia firmando con la squadra degli Emirati Arabi Uniti del Dibba Al Hisn.

### Nazionale
Ha giocato nelle nazionali giovanili montenegrine Under-17 ed Under-19.